# Bathornithidae
Bathornithidae es una familia extinta de aves que vivieron entre el Eoceno al Mioceno en América del Norte. Siendo parte de los Cariamiformes, estaban relacionados con las actuales seriemas y con los también extintos fororrácidos. Eran probablemente similares en hábitos, al ser depredadores terrestres de patas largas, algunos de los cuales alcanzaron grandes tamaños.
Se ha sugerido que muchos, si no todos los fósiles de cariamiformes del Paleógeno norteamericano son parte de este grupo. Storrs Olson también refirió en 1985 a Elaphrocnemus de Europa a este clado, aunque esta idea ha sido rechazada desde entonces. Por el contrario, algunos análisis han determinado que de hecho el grupo sería polifilético, siendo Bathornis y sus parientes los taxones hermanos de los fororrácidos mientras que Paracrax es considerado como más cercano con las seriemas actuales, aunque esta afirmación también ha sido fuertemente debatida.
El consenso más reciente es que la familia Bathornithidae está relegada exclusivamente a Bathornis, como un clado de Cariamiformes externo al grupo que incluye a las seriemas y fororrácidos, así como una posible forma europea. Por su parte, Paracrax y Eutreptornis son considerados como taxones comodines cuyas afinidades dentro de los cariamiformes aún no han sido resueltas completamente.

## Paleobiología
Aunque algunas formas como Paracrax wetmorei pueden haber sido capaces de volar, muchos taxones no eran voladores, siendo así ejemplos de aves no voladoras en ambientes dominados por mamíferos. Paracrax gigantea, Paracrax antiqua y la mayor especie de Bathornis en particular pueden haber ocupado nichos de superdepredadores parecidos a los de los fororrácidos, con especímenes que alcanzaban alturas de más de 2 metros.
Bathornis en particular parece haber preferido ambientes de tierras húmedas. Era un género sumamente diverso con una amplia variedad de especies de varios tamaños que vivieron entre el Eoceno al Mioceno.